# Mineria de Moçambic
La indústria minaire de Moçambic té un paper important en la producció mundial d'alumini, beril·li i tàntal. el 2006 la quota de producció mundial de tàntal de Moçambic va ascendir a 6%; de beril·li, 5%; i d'alumini, el 2%. Altres explotacions minaires importants a nivell nacional són el ciment i el gas natural.
El 2004 el sector manufacturer va representar el 14% del producte interior brut. La fosa Mozal representa al voltant de la meitat de la producció manufacturera, però va tenir un efecte molt més modest en l'ocupació. El 2012 el sector de la mineria i pedreres suposen l'1,5% de l'economia i l'energia representa el 5%. No obstant això, s'espera que aquests sectors s'ampliïn amb més d'un 10% per any a causa del augment de la producció de carbó i gas. Les reserves de gas es van estimar en les quartes més grans del món.
La producció de carbó s'estima que va augmentar en un 193% el 2006; el granit, en un 150%; granat, 103%; diatomita, 33%; marbre, 0,3%; ciment, 55%; bauxita, 2,6%; dumortierita, el 92%; i pedra calcària, 0,5%. S'estima que la producció d'aquamarina, beril, niobi, tàntal i turmalina havia disminuït en gairebé un 14% el 2006. A mitjans de la dècada de 2000, la producció d'alumini i gas natural va augmentar dràsticament.
La major part de les operacions d'extracció i processament de minerals de Moçambic són de propietat privada, incloent les plantes de ciment, la fosa d'alumini Mozal, i la planta de processament de gas de Temane. Els miners artesanals extrauen or i aiguamarina, turmalina, i altres pedres precioses. Carbomoc E.E., l'únic productor de carbó del país, és de propietat estatal.

## Matèries primeres

### Alumini
Moçambic és el segon productor d'Àfrica de l'alumini després de Sud-àfrica. La fosa d'alumini Mozal, que utilitza alúmina importada de l'oest d'Austràlia com a matèria primera, augmenta la producció de 564.000 tones el 2006 en comparació amb 555.000 tones el 2005. La capacitat de Mozal va ascendir a 506.000 tones mètriques per any; BHP Billiton Ltd. planejava incrementar la capacitat el 250,000 tones l'any el 2009. L'expansió de Mozal depenia de la negociació dels contractes d'energia a llarg termini.
En els primers sis mesos de 2006 les exportacions d'alumini van ser per valor de 637.800.000 $ en comparació amb 504.200.000 $ durant el mateix període el 2005. La proporció d'alumini en el total d'exportacions, però, va disminuir al 57% del 63% mentre que les altres exportacions van augmentar a un ritme més ràpid.
E.C. Meikles (Pty.) Ltd. de Zimbabwe explota una petita mina de bauxita a la província de Manica. El 2006 la producció va augmentar en un 26%. S'esperava que la producció augmentés en un 10% addicional el 2007.

### Or
Petites quantitats d'or són extretes pels miners artesanals. El 2006 Pan African Resources plc del Regne Unit estava considerant l'explotació d'una mina al dipòsit de Fair Bride en el seu projecte aurífer de Manica. La mina produiria una mitjana de 2.600 kg/any durant una esperada vida útil minaire entre 8 i 9 anys. Pan African tenia previst iniciar la perforació en el primer trimestre de 2007. Van tenir lloc algunes extraccions minaires il·legals a la vila de Lupilichi en la dècada de 1990.

### Ferro i acer
L'octubre de 2006 Mittal Steel South Africa Ltd. va acordar la compra dels actius de la Companhia Siderugica de Mozambique (CSM) i de la Companhia Mozambique de Trefilaria (Trefil) per $11.45 milions. Mittal va afirmar que podria reiniciar la producció de barres d'acer a CSM i filferros i claus a Trefil l'abril de 2007 i la companyia planejava invertir 1 milió $ addicional per reobrir les plantes.

### Niobi (columbi) i tàntal
La producció nacional de tantalita s'estimava en 240.000 quilograms el 2006 en comparació amb els 281.212 kg el 2005. Fleming Family & Partners posseeix una participació majoritària en la mina Marropino a través de la Highland African Mining Company (HAMC). L'empresa no ha estat capaç d'explotar Marropino fins al quart trimestre de 2006 a causa de problemes tècnics i financers. Va clausurar la mina el 2013 afirmant que la veta amb més mineral de tàntal ja havia estat processada, i el que quedava el més radioactiu i profund, fent la producció més cara. A més, no hi ha cap port a Moçambic certificat per manejar el nivell de radioactivitat trobat, de manera que l'empresa era obligada a trametre el seu producte per camió a Walvis Bay, Namíbia. S'havia anat perdent 3 dòlars per tona processada.
HAMC també posseeix una llicència per explotar tantalita de la mina Morrua, que havia estat tancada des de la dècada de 1980. Si es tornava a obrir la mina Morrua podria produir fins a 230.000 quilograms per any de pentaòxid de tàntal (Ta₂O₅).
Pel 2006 TAN Mining and Exploration of South Africa planejava reobrir la mina de Muiane a mitjans de 2005 amb una despesa de 5 milions $. la companyia planejava produir 8 000 kg/any de Ta₂O₅ concentrat de 420 000 t/any de mineral; la taxa de recuperació tantalita seria del voltant de 60%. Uns homes van atacar la mina Muiane amb "armes de foc, matxets i pics" el 2015, molestos perquè la companyia els havia disparat perquè extreien de manera il·legal. Per llavors Pacific Wildcat havia adquirit la mina el 2009 i va funcionar com una subsidiària, que tenia un acord per vendre-la per $1 315 i pagar el deute de $250 000.

### Ciment
Cimentos de Mocambique SARL (Cimentos de Portugal, SGPS, SA (Cimpor), 65.4%) produeix ciment a les seves plantes de Dondo, Matola, i Nacala. ARJ Group va obrir una planta de ciment a Nacala a mitjans de 2005. El 2005 i 2006 la producció de Cimpor’s fou reduïda per problemes operatius a la planta de Matola; el forn fou tancat durant dos mesos el 2006 per instal·lar i reparar equips de protecció del medi ambient.
El consum nacional de ciment es va incrementar a més de 770 000 t el 2006 d'al voltant de 700 000 tones el 2005. La quota de mercat de Cimpor’s va disminuir al 78% el 2006 del 83% en 1618
.

### Argiles
Es produeixen petites quantitats de bentonita a Mafuiane al districte de Namaacha. La producció és inhibida per alts costos de transport.

### Pedres precioses
S'extrauen aiguamarina, moganita, turmalina i altres gemes a la província de Zambézia; dumortierita, a la província de Tete; i granat, a la província de Niassa. La producció de les mines de granat es duplicà a un estimat de 4 400 kg el 2006; l'augment es pot atribuir a la millora de la capacitat de la mina de Cuamba per la Sociedade Mineira de Cuamba. S'esperava que la producció de granat s'incrementés en un 26% el 2007. La producció de dumortierita es va reduir dràsticament el 2005 a causa de males condicions del mercat i falta d'equipament. El 2000 s'esperava que la producció augmentés en un 10% en comparació amb un 20% estimat per 2006. La turmalina amb contingut de coure és extreta des d'un dipòsit al·luvial al districte d'Alto Ligonha de la província de Zambezia partir de principi de 2004; les mines encara produïen el 2006.

### Titani i zirconi
Pel 1960 BHP Billiton realitzava una revisió i actualització dels estudis de viabilitat previs sobre el seu projecte del Corredor Sands, on hi havia 10 dipòsits de sorres minerals pesades prop de Chibuto, al sud de Moçambic. El desenvolupament del Corredor Sands depenia de la negociació dels contractes d'energia a llarg termini. BHP Billiton també estava considerant el desenvolupament del projecte de sorres minerals de TiGen a Moebase.
Kenmare Resources plc d'Irlanda continuà la construcció de la mina de Moma el 2006. La companyia tenia previst començar a extraure a principis de 2007; s'esperava una producció inicial d'ilmenita de 700 000 t/any. En la segona meitat de 2007 Kenmare planejà completar una expansió incrementant la producció d'ilmenita a 800 000 t/any el 2008; la producció de zirconi seria de 56 000 t/any, i de rútil, 21 000 t/any.

### Carbó
Sota el domini portuguès es van fer pocs estudis geològics però després de la independència es van descobrir nous enormes jaciments de carbó al nord-oest de la província de Tete, descrits per una font com "... una de les mines de carbó més grans al món."
el 2006 Vale de Brasil va completar un estudi de viabilitat sobre el desenvolupament d'una mina a la conca de Moatize, a la conca carbonífera de Tete. Vale planejà que el carbó de coc seria consumit per les plantes d'acer al Brasil i el carbó tèrmic seria consumida per una central elèctrica a carbó que seria construït per Vale a Moçambic amb una capacitat de 1 500 megawatts. Originalment es preveia que la mina de Moatize produiria 9 milions de tones a l'any de carbó de coc i 3,5 tones l'any de carbó tèrmic el 2010 però el 2012 Moatize només produïa 2.6 milions de tones de carbó. El 2013 Vale projectà que la mina podria produir 22 milions de tones de mineral de carbó a l'any per 2015 però que això dependria de desenvolupament de connexions ferroviàries adequades a les instal·lacions de la costa i de la manipulació adequada de carbó als ports.
El 2006 Central African Mining també va adquirir llicències d'exploració a la conca de Moatize i va començar l'explotació d'una mina. Beacon Hill Resources va adquirir Minas Moatize Coal Mine en desembre de 2010 i des de 2011 la va explotar a través d'una subsidiària local, Minas Moatize Limitada. Beacon Hill va convertir la mina de subsol en una explotació a cel obert. El 2012 Minas Moatize Coal Mine va estimar les reserves provades en 25 milions de tones i les reserves probables en 17 milions de tones de carbó de coc. Beacon va estimar la producció d'0,1 milions de tones de carbó a l'any 2012, transportats al port de Beira amb una flota de 40 camions. Beacon esperava reduir els costos de transport en el futur mitjançant l'ús de la via fèrria. En març de 2012 Beacon Hill va formar una associació comercial amb el grup neerlandès Vitol que volia comerciar i exportar el carbó.
A l'abril de 2010, l'empresa australiana Riversdale Mining (adquirida pel Rio Tinto Group el 2011) va obrir la mina de carbó de Benga a Tete. Riversdale estimava el 2010 que la mina de Benga tenia unes reserves de carbó de 502 milions de tones però el 2013 Rio Tinto rebaixà aquestes reserves estimades i va assenyalar que "...el desenvolupament de la infraestructura de suport als actius de carbó és més difícil del que es preveia originalment Rio Tinto..."
La mina de Revuboè fou un altre projecte a la conca carbonífera de Moatize. El 2013 Anglo American plc decidí no invertir en el projecte però el principal productor d'acer del Japó, Nippon Steel anuncià que es faria càrrec del projecte. Nippon Steel esperava iniciar la producció a cel obert l'any 2016 i assolir la capacitat de producció de 5 milions de tones de carbó de coc a l'any el 2019.
Tanmateix el desenvolupament de la conca carbonífera de la conca de Moatize depenia fonamentalment de la rehabilitació de la via fèrria de Beira a Tete, i la construcció d'una terminal d'exportació marítima a Beira. Els costos totals del projecte s'estimen en 20 000 milions de dòlars. RICON, un consorci hindú d'Ircon International i Rites Ltd., havia estat contractada per reconstruir i executar una línia ferroviària de Beira a Tete de 650 quilòmetres que uniria la conca conca de Moatize amb el port de Beira. Originàriament s'esperava que la rehabilitació estigués completada a començaments de 2009. Després de nombrosos retards, la línia ferroviària de Sena de Tete a Beira es va tornar a obrir en part per als passatgers el 2010. RICON va incomplir els terminis i tenia problemes de control de qualitat, de manera que el desembre de 2011 Portos e Caminhos de Ferro de Moçambique va prendre el control del sistema ferroviari de Beira. La reconstrucció de la línia de càrrega fou restaurada el març de 2012 però els treballs no es van acabar fins a febrer de 2013. el 2012 es va informar que el carbó per exportar havia estat transportat a Beira en una combinació de carretera i ferrocarril. Des del port de Beira, que és poc profund, el carbó va haver de ser transportat en barcasses als vaixells més grans de la costa. A començaments de 2013 les inundacions impediren operar parts de la línia de ferrocarril, les reserves de carbó s'apilaren i algunes mines de carbó van haver de parar la producció. A l'abril de 2013 es va informar que tres empreses de mineria de carbó planejaven la construcció de les seves pròpies línies de ferrocarril per exportar el seu carbó, possiblement a través de Malawi al port d'aigües profundes de Nacala.

### Gas natural
el 2010-2011 la companyia estatunidenca Anadarko Petroleum Corporation i la companyia italiana Eni (el jaciment de gas Mamba Sul) va descobrir reserves recuperables de 4 200 bilions de metres cúbics (150 trilions de peus cúbics) de gas d'origen natural a la conca de Rovuma, enfront de la costa nord de Cabo Delgado. Un cop desenvolupat, això podria fer dee Moçambic un dels grans productors més grans de gas natural liquat al món. La producció està programada per començar el 2018.
El 2004 l'empresa sud-africana Sasol va començar a produir gas natural del camp de gas de Temane al sud de Moçambic i el 2011 va produir prop de 3,8 bilions de metres cúbics de gas natural dels jaciments de gas de Pande i Temane. Sasol va exportar el gas a través d'una canonada de 865 km per abastir les seves plantes químiques de Sud-àfrica. Els camps de gas de Temane i Pande gas tenen reserves provades de 100 bilions de metres cúbics (3,5 trilions de peus cúbics) el 2013.

### Petroli
Moçambic no produeix petroli cru ni productes refinats de petroli, i es basa en les importacions. A començaments de 2006 la zona terrestre a la conca Rovuma s'ha concedit a Artumas Group Inc. del Canadà; l'Àrea 1, a Anadarko Petroleum Corp dels Estats Units; les Àrees 2 i 5, a Norsk Hydro ASA de Noruega; les Àrees 3 i 6, a Petronas Carigali Overseas Shd. Bhd. de Malàisia; i l'Àrea 4, a ENI S.p.A. d'Itàlia.

### Urani
La mina de Mavuzi Mine al nord-oest de Moçambic va produir urani durant la dècada de 1950. OmegaCorp Ltd. d'Austràlia ha dut a terme el projecte d'exploració a Mavuzi des de la fi de 2005; la companyia planeja un programa de perforació a petita escala per l'any 2007.

## Perspectives
S'espera que la mina de Moma augmenti el creixement econòmic el 2007, quan entri en producció. Les perspectives per als minerals de titani a Moçambic depenen en gran manera de les tendències globals del mercat. La mina de carbó de Moatize podria estimular el creixement econòmic el 2010; el desenvolupament de la mina depenia de les tendències del mercat mundial i la rehabilitació de la infraestructura ferroviària i portuària. El desenvolupament del Corredor Sands i el projecte Mozal 3 depenien de fonts d'energia fiables. La demanda de materials per a la construcció podria augmentar el 2007 a causa dels projectes d'obres públiques. El desenvolupament del Corredor Sands i els projectes de Moatize i Mozal 3 podrien donar lloc a un creixement en el sector de la construcció. S'esperava pel 2007 que la producció de pedra calcària augmentés en un 58%; les lloses de marbre, un 20%; la sorra, 9%; i els blocs de marbre, 5%.